# 安福忒罗斯
安福忒罗斯 (Amphoterus)是亚历山大大帝时期的马其顿将领。
前333年，被亚历山大任命为赫勒斯滂的海军指挥官。安福忒罗斯袭击了那些位于希腊和小亚细亚之间的不承认亚历山大统治的岛屿，清除了克里特岛上的波斯人以及海盗。
前331年，舰队驶往伯罗奔尼撒，扑灭当地反对马其顿人的势力。

## 家庭
兄弟：克拉特魯斯